# Lago Kisale
El lago Kisale (del francés: Lac Kisale) es un lago africano de la República Democrática del Congo, localizado en la parte suroccidental del país, en el territorio de Bukama, en la provincia de Alto Lomami.
De unos 300 km² de superficie, es el segundo mayor lago del grupo de lagos de la depresión de Upemba (depresión de Kamalondo), una extensa zona pantanosa situada en parte dentro del parque nacional Upemba.
El río Lualaba entra en la depresión Upemba a unos 40 km después de dejar el lago Nzilo (embalse Delcommune). La depresión es un espacio de graben de unos 400 km de longitud y 100 km de anchua, que va desde el suroeste hacia el noreste. El canal está localizado a unos 1000 m sobre el nivel del mar en su extremo suroeste, con una pronunciada pendiente que desciende hasta una altitud de 610 m, en los que se aplana y se llena de lagos y pantanos hasta una distancia de 225 km en un cinturón que tiene 37 km de anchura media. El río fluye generalmente a través de áreas pantanosas entre los lagos, a los que está conectado por estrechos canales. Sin embargo, cuando fluye a través de los lagos Kabwe y Kisale, éstos pueden ser vistos como expansiones del lecho del río.

## Historia
En 1957, en un cementerio de la edad de hierro descubierto en Sanga, en la orilla norte del lago, se excavaron objetos de cerámica y metal. El sitio proporcionó evidencias de los orígenes de los lubas de la actual Zambia y la República Democrática del Congo, que se cree fueron uno de los primeros grupos que trabajaron el hierro en África Central. Hacia el 800 d. C. estaban viviendo en asentamientos permanentes en los lagos, pantanos y ríos de la región.
El suelo es fértil, permitiendo el mantenimiento de explotaciones productivas para cultivos como el sorgo y el mijo, mientras que el pescado y la caza proveían de fuentes de proteínas. La población creció y la sociedad se hizo más compleja. Entre los ajuares se encontraron artefactos de cobre que debían de haber sido obtenidos mediante el comercio con personas del cinturón de cobre más al sur.